# آلیس من
آلیس من (انگلیسی: Alice Mann؛ ۱۰ اکتبر ۱۸۹۹ –۲ مارس ۱۹۸۶) بازیگر اهل ایالات متحده آمریکا بود.
از فیلم‌هایی که وی در آن نقش داشته‌است، می‌توان به شب عروسی‌اش، اوه دکتر!، جزیره کنی اشاره کرد.